# ارورا پلشکا
ارورا پلشکا (انگلیسی: Aurora Pleșca; ۲ سپتامبر ۱۹۶۳ – ) قایقران روئینگ اهل رومانی بود.
وی در مسابقات کشوری و بین‌المللی در مجموع برندهٔ ۱ مدال نقره، ۱ مدال برنز شده‌است.